# Tradução procariótica
Tradução procariótica refere-se a como os organismos procariontes tem seus processos de tradução, o processo biológico no qual a sequência nucleótica de uma molécula de mRNA (RNA mensageiro) é utilizada para ordenar a síntese de uma cadeia nucleotidica, cuja sequência de aminoácidos determina uma proteína.
- Tradução bacteriana, o processo pelo qual RNA mensageiro é traduzido em proteínas em bactérias.[2]

- Tradução arqueal, o processo pelo qual RNA mensageiro é traduzido em proteínas em archaea.[3]